# كراست أغوزا
كراست أغوزا (بالإنجليزية: Crast' Agüzza)‏ هو أحد جبال سلسلة سلسلة بيرنينا وجزء من القمة الأم بيز زوبو يقع في لومبارديا، إيطاليا وكانتون غراوبوندن، سويسرا. يبلغ ارتفاع الجبل حوالي 3854 متر، بينما يبلغ ارتفاع نتوء الجبل 149 متر، وقد سجل أول وصول لقمة الجبل عام 1865.